# Хенри Манчини
Хенри Манчини (собствено име на английски, фамилията на италиански: Henry Mancini) е американски композитор, музикант и диригент от италиански произход.
Той е автор на музиката за над 150 филма  и има издадени повече от 90 албума. Носител е на 20 награди „Грами“ и на 4 награди „Оскар“. Най-известното му произведение е темата от филмите за Розовата пантера. Има и 2 златни албума, които обясняват неговите хубави композиции.

## Избрана филмография
| година | филм                           | оригинално заглавие       | режисьор          |
| ------ | ------------------------------ | ------------------------- | ----------------- |
| 1952   | Хоризонт в прерията            | Horizons West             | Бъд Бетикър       |
| 1961   | Закуска в Тифани               | Breakfast at Tiffany's    | Блейк Едуардс     |
| 1963   | Шарада                         | Charade                   | Стенли Донън      |
| 1964   | Изстрел в мрака                | A Shot in the Dark        | Блейк Едуардс     |
| 1967   | Двама по пътя                  | Two for the Road          | Стенли Донън      |
| 1970   | Слънчогледи                    | I girasoli                | Виторио Де Сика   |
| 1974   | Момичето от Петровка           | The Girl from Petrovka    | Робърт Елис Милър |
| 1986   | Базил, великият мишок детектив | The Great Mouse Detective | екип              |
| 1992   | Том и Джери: Филмът            | Tom and Jerry: The Movie  | Фил Роман         |